# Zuoz

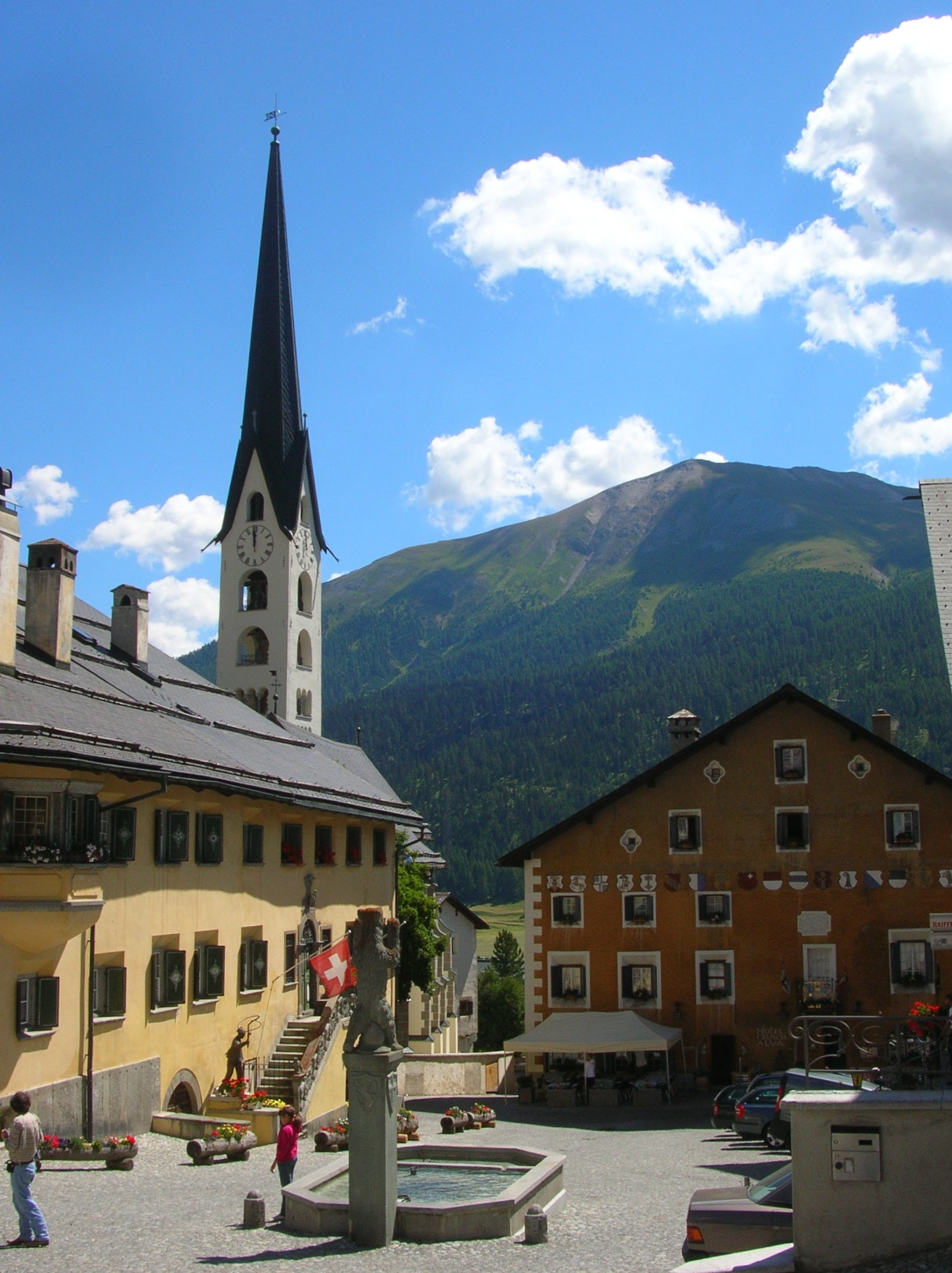
Zentraler Dorfplatz, bedeutend für die Engadiner Theatergeschichte

Historisches Luftbild aus 3000 m von Walter Mittelholzer von 1923

Zuoz ([tsuə̯ts]ⓘ, deutsch veraltet: Zutz oder Zuz, italienisch veraltet: Zozzio) ist eine politische Gemeinde im Schweizer Kanton Graubünden. Zuoz gehört zur Region Maloja; überdies ist es das Zentrum der historischen Landschaft La Plaiv.

## Geographie
Zuoz liegt im Oberengadin. Der alte Dorfkern ist ein Haufendorf am Abhang des Munt Albanas, umgeben von neuen Aussenquartieren. 

## Geschichte
Auf dem Hügel Chastlatsch (1848 m ü. M.) war ein spätbronzezeitlicher und eisenzeitlicher Siedlungsplatz in der Laugen-Melaun-Kultur. Zuoz war wahrscheinlich spätrömischer und frühmittelalterlicher Etappenort im alpinen Wegnetz.
Der Bischof von Chur besass im Mittelalter den Hof Dorta (heute ein Dorfteil) und die Landeshoheit im Oberengadin. 1137–1139 erwarb er weiteren Grundbesitz, einen Grosshof und der Kirche St. Luzi (der Grosspfarrei La Plaiv) der süddeutschen Grafen von Gamertingen. Die Pfarrkirche St. Luzi wurde um 1200 neu gebaut, wovon heute Schiff und Unterteil des Turms erhalten geblieben sind. Bischof Volkart ernannte 1244 Andreas Planta von Zuoz zum Kanzler des Oberengadins und begründete damit die Vormachtstellung der Familie Planta, die bis 1798 andauerte. Nach 1288 lag auch die niedere Gerichtsbarkeit im Oberengadin bis zu Beginn des 16. Jahrhunderts in den Händen dieses Churer Ministerialengeschlechts. 1367 erfolgte der Beitritt zum Gotteshausbund durch den Ammann Thomas Planta (Oberengadiner Gemeindesiegel). Die dauernden Auseinandersetzungen mit Samedan führten 1438 zur Zweiteilung der Gerichtsgemeinde Oberengadin – nicht aber des Hochgerichts – in die Gerichte Sur Funtauna Merla und Suot Funtauna Merla; letzteres entsprach der Pfarrei La Plaiv. Die erste Verfassung der Gerichtsgemeinde datiert von 1462. Der Verkauf der letzten bischöflichen Einkünfte an die Gemeinde erfolgte 1492. Die Pfarrkirche St. Luzi wurde 1507 spätgotisch umgebaut, die 1438 erweiterte Zweitkirche S. Caterina 1509.
1526 verlor der Bischof gemäss den Ilanzer Artikeln seine Hoheitsrechte. Im Schwabenkrieg zündeten die Einwohner ihren stadtähnlichen Flecken an, um den Feind zum Rückzug zu zwingen. Ab Mitte des 15. Jahrhunderts setzte die Kommunalisierung ein, und S-chanf (1518), La Punt Chamues-ch (1528) und Madulain (1534) lösten sich.
Der einheimische Humanist Gian Travers war der erste politische Publizist, der sich von 1527 an in der oberengadinischen Sprache, dem Puter, verlauten liess und auch schriftstellerisch als Dramenschreiber tätig war. 1534 wurde auf dem Dorfplatz in Zuoz sein Theaterstück La Histoargia dal bio patriarch Josef («Die Lebensgeschichte des Patriarchen Josef») uraufgeführt. Erst 1554 trat Zuoz zur Reformation über, Ulrich Campell aus Susch war der erste evangelisch-reformierte Pfarrer. Handel, Transport und die Eroberung des Veltlins 1512 führten zu einer wirtschaftlichen und geistigen Blüte, die sich in der Gründung einer Lateinschule, den erwähnten Anfängen einer rätoromanischen Schriftsprache, im religiösen und profanen Theater und im Chorgesang manifestierte. Bauliches Abbild dieser Entwicklung waren die massiven Herren- und Bürgerhäuser, die gleichzeitig Bauernhöfe blieben. Neben den altadeligen Familien von Planta, von Juvalta und Salis bildete sich eine neue, teilweise vom Kaiser geadelte und durch Handel und politische Ämter reich gewordene Führungsschicht heraus mit den Namen Travers, Schucan, Raschèr, Jecklin, Wietzel, Danz und Geer.
Unter den Bündner Wirren 1618–1639 litt Zuoz wenig, danach setzte eine wirtschaftlich bedingte Auswanderung ein. Infolge des Verlusts des Veltlins und der Aufhebung der politischen Vorrechte 1798 entwickelte sich Zuoz zum einfachen Bauerndorf zurück.

Zuoz 1906

Schon vor dem Ausbau der Talstrasse, der 1836 begann, waren die Wegverhältnisse im Oberengadin recht gut. Erst die Fahrstrassen über den Albulapass und den Flüelapass förderten den Aufschwung. 1903 erfolgte der Anschluss an die Rhätische Bahn in Bever, 1913 wurde die Strecke Bever-Zuoz-Scuol eröffnet. Ab 1900 entwickelte sich das Dorf mit dem Bau von Hotels und der Umgestaltung des ehemaligen Ratswirtshauses zu einem Kleinhotel zum Luftkurort und wirtschaftlichen Zentrum. Mit der Gründung des Lyceum Alpinum 1904, der Eröffnung der Hygienischen Schule Bellaria 1909 und der gemeinsamen Sekundarschule für die Plaiv wurde das Dorf zum regionalen Schulzentrum. Weitere Hotels, Ferienhäuser und Skilifts wurden ab den 1950er-Jahren gebaut, und der Fremdenverkehr gewann zunehmend an Bedeutung und ist inzwischen der wichtigste Erwerbszweig. Die bis anhin dominierende Landwirtschaft erfuhr im Zuge ihrer Mechanisierung eine starke Reduktion der Betriebe und ihre Aussiedlung an den Dorfrand. Leere Stallscheunen wurden unter Wahrung des historischen Dorfbildes zu Wohnungen umfunktioniert. Allen seit mehr als fünfzig Jahren ansässigen Familien wurde 1980 das Gemeindebürgerrecht verliehen.

## Wappen
| Wappen von Zuoz | Blasonierung: «In Schwarz ein silbernes (weisses) Schwert mit goldenem (gelbem) Griff, gekreuzt mit einem goldenen Bischofsstab, überhöht von einer goldenen Krone» |
| Wappen von Zuoz | Das Wappen basiert auf dem alten Siegel der Gemeinde, das den heiligen Luzius mit Krone und Zepter zeigt. Statt der Figur wurden Krone und Bischofsstab, die Attribute des Heiligen, als Zeichen seiner Doppelstellung als König und Bischof, gewählt, während das Schwert auf die alte Gerichtstradition des Ortes hinweist. |

## Bevölkerung
| Bevölkerungsentwicklung | Bevölkerungsentwicklung | Bevölkerungsentwicklung | Bevölkerungsentwicklung | Bevölkerungsentwicklung | Bevölkerungsentwicklung | Bevölkerungsentwicklung | Bevölkerungsentwicklung | Bevölkerungsentwicklung | Bevölkerungsentwicklung | Bevölkerungsentwicklung | Bevölkerungsentwicklung | Bevölkerungsentwicklung | Bevölkerungsentwicklung |
| ----------------------- | ----------------------- | ----------------------- | ----------------------- | ----------------------- | ----------------------- | ----------------------- | ----------------------- | ----------------------- | ----------------------- | ----------------------- | ----------------------- | ----------------------- | ----------------------- |
| Jahr                    | 1781                    | 1850                    | 1900                    | 1930                    | 1941                    | 1950                    | 1960                    | 2000                    | 2005                    | 2010                    | 2012                    | 2014                    | 2020                    |
| Einwohner               | 378                     | 423                     | 425                     | 969                     | 693                     | 779                     | 1001                    | 1353                    | 1263                    | 1310                    | 1277                    | 1244                    | 1199                    |

### Sprachen

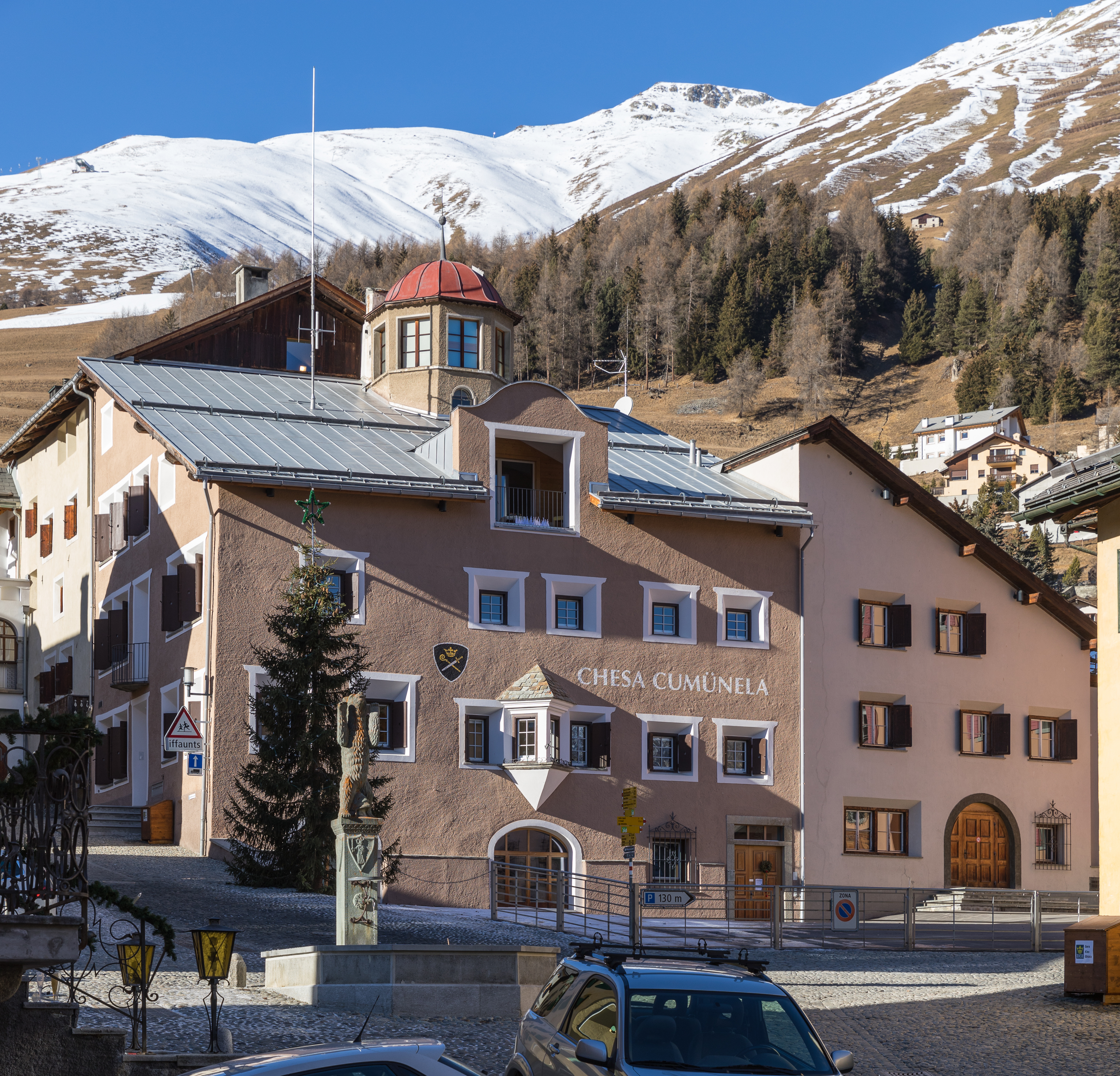
Chesa Cumünela / Gemeindehaus

Die Einwohner sprechen überwiegend Puter (ein Idiom des Rätoromanischen) und Deutsch (Bündner Dialekt). Hinzu kommen Italienisch und Portugiesisch, Sprachen der in Zuoz wohnhaften Zuwanderer. Bis weit ins 19. Jahrhundert sprachen alle Einwohner rätoromanisch. 1880 waren es noch 85 %, 1910 und 1941 56 %. 1970 und 1980 hatte die Gemeinde nur noch eine (relative) romanischsprachige Mehrheit (1970: 469 von 1165 Einwohnern = 40 %; 1980: siehe unten). Seit den 1980er-Jahren gewinnt Deutsch immer mehr an Boden.
| Sprachen in Zuoz GR |                   |                   |                   |                   |                   |                   |
| Sprachen            | Volkszählung 1980 | Volkszählung 1980 | Volkszählung 1990 | Volkszählung 1990 | Volkszählung 2000 | Volkszählung 2000 |
| Sprachen            | Anzahl            | Anteil            | Anzahl            | Anteil            | Anzahl            | Anteil            |
| Deutsch             | 457               | 38,53 %           | 547               | 45,62 %           | 720               | 53,22 %           |
| Rätoromanisch       | 461               | 38,87 %           | 407               | 33,94 %           | 349               | 25,79 %           |
| Italienisch         | 183               | 15,43 %           | 144               | 12,01 %           | 133               | 9,83 %            |
| Einwohner           | 1186              | 100 %             | 1199              | 100 %             | 1353              | 100 %             |

Da dank Schule und Gemeinde noch 46 % der Einwohner Romanisch sprechen können, ist es einzige Amtssprache. Inoffiziell hat das Deutsche allerdings den gleichen Status.

### Religionen und Konfessionen
Die Bevölkerung von Zuoz trat 1554 unter Gian Travers und Philipp Gallicius zum evangelischen Glauben über. Erster Pfarrer wurde Ulrich Campell.

### Herkunft und Nationalität
Von den Ende 2005 in Zuoz lebenden 1263 Einwohnern waren 900 (= 71 %) Schweizer Staatsangehörige.

## Sport und Freizeit
Zuoz ist heute ein wichtiger Tourismusort und liegt an der Strecke des Engadiner Skimarathons. Zuoz hat fünf Skiliftanlagen und einen Golfplatz. Es bestehen zahlreiche Einrichtungen für andere Sportarten.

## Bildung
Zuoz ist auch bekannt für das Lyceum Alpinum Zuoz, das 1904 gegründet wurde. Es ist ein Internat für 11 bis 20 Jahre alte Jungen und Mädchen, wovon viele aus dem Ausland stammen.

## Film
- Von Zuoz nach Peking. Nachrichten aus dem globalen Dorf. Reportage, Schweiz, 30 Min., 2008, Regie: Christoph Müller, Produktion: SF, Reihe Reporter, Erstsendung: 6. Februar 2008

## Sehenswürdigkeiten

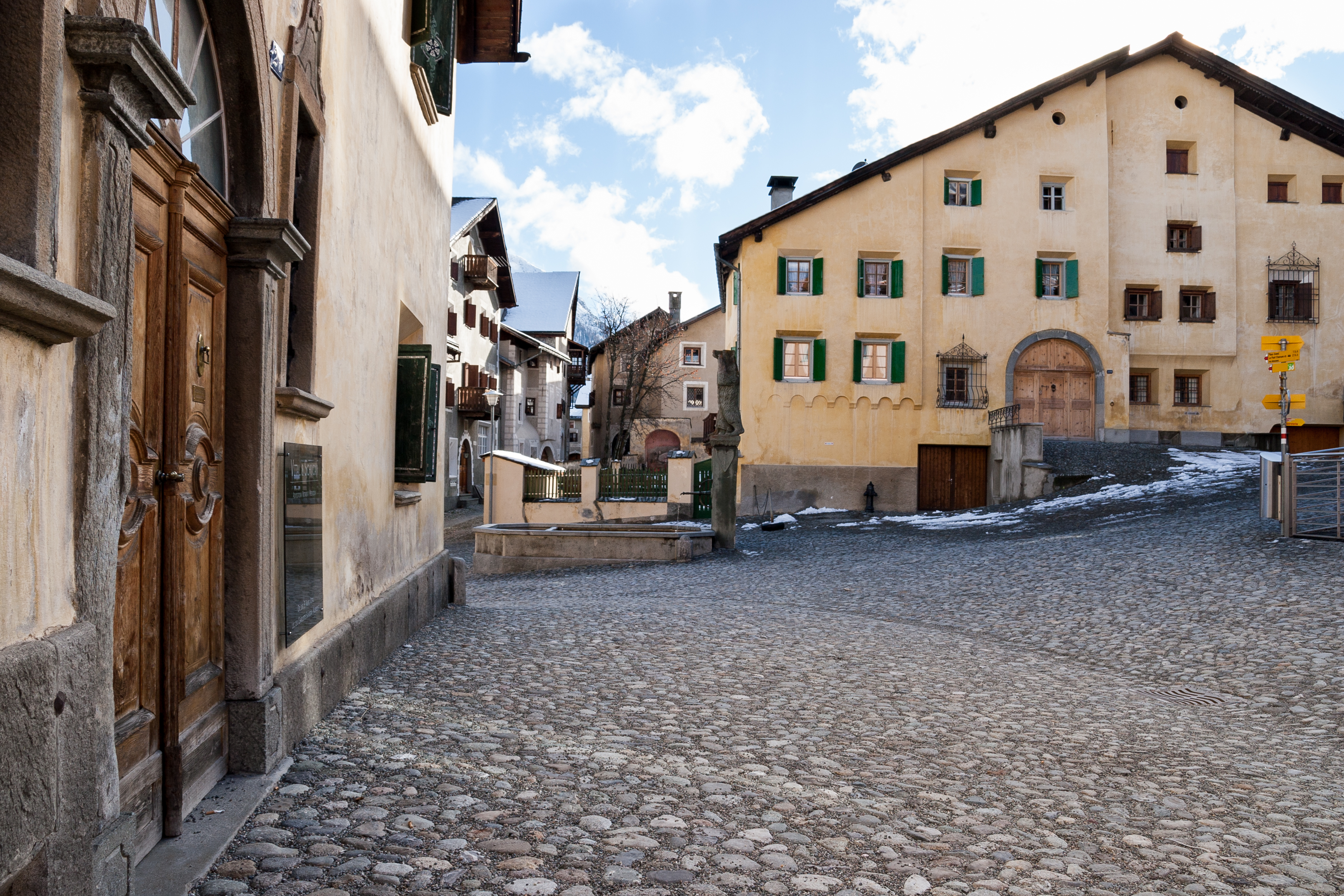
Plazzet, Zuoz mit Oberem Plantahaus links

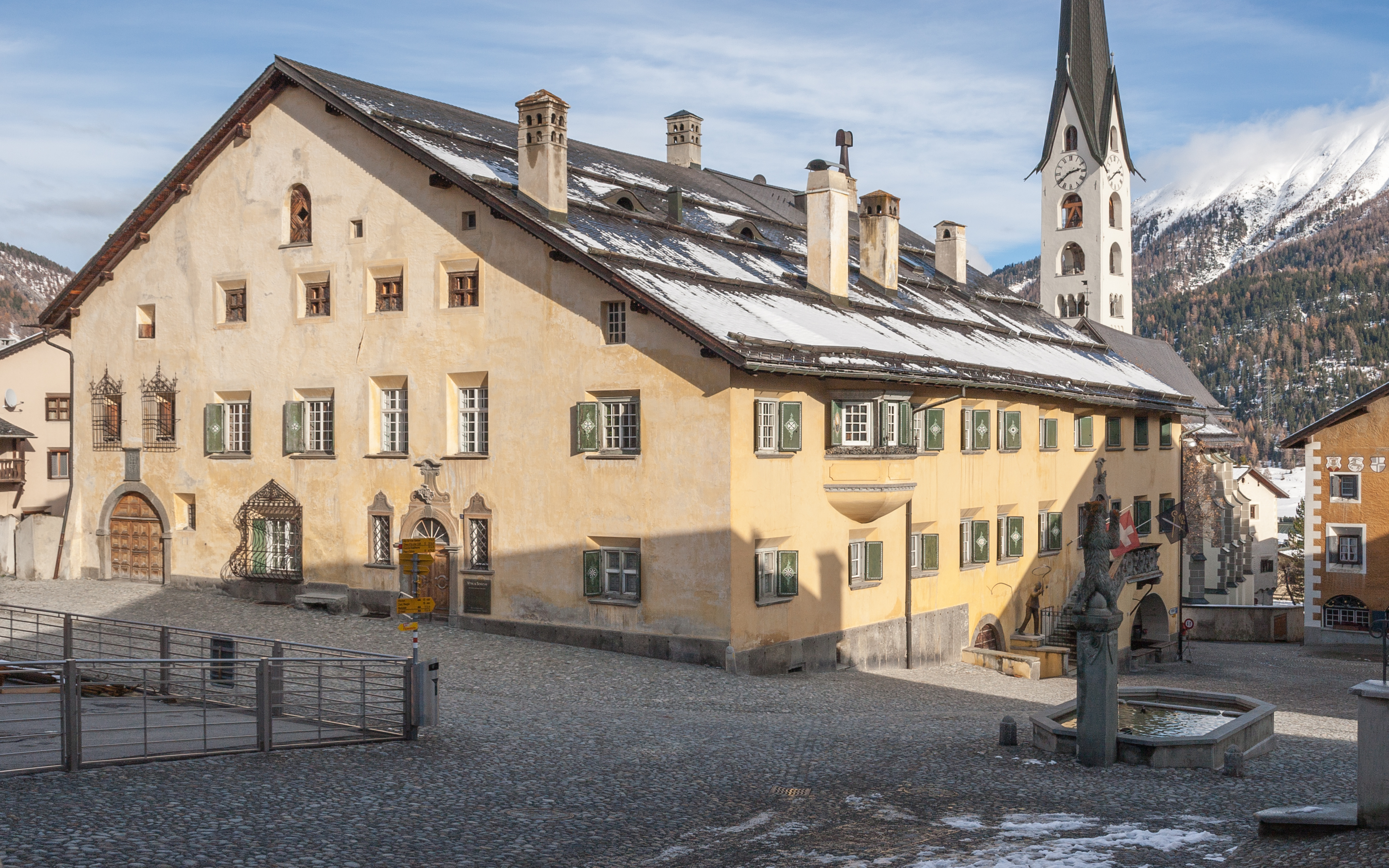
Planta-Haus Zuoz

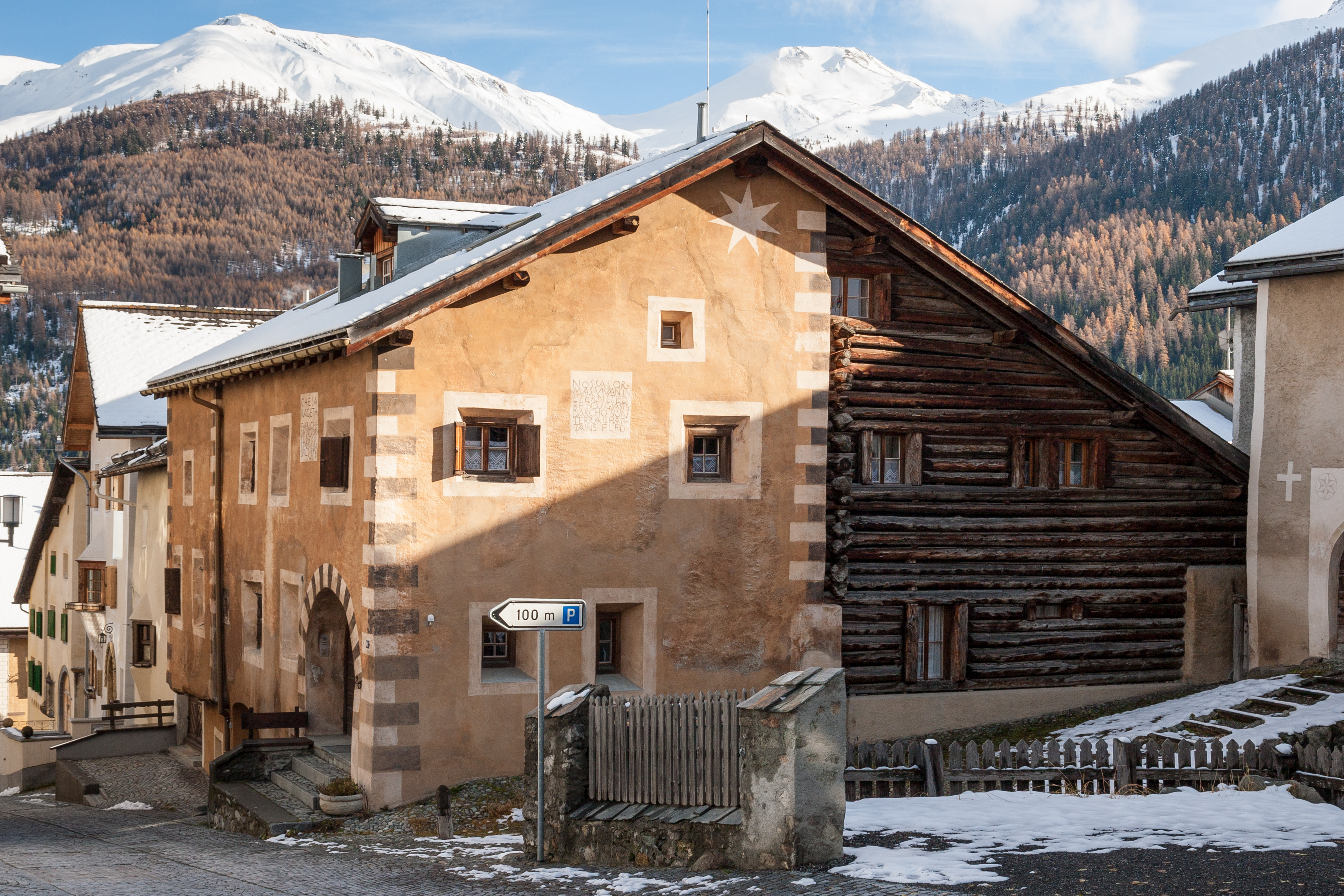
Chesa Rageth Zuoz

- Zuoz gilt als eines der Dörfer mit dem besterhaltenen Dorfkern und zahlreichen guterhaltenen Gebäuden aus dem 16. Jahrhundert und früher.
- Im Zentrum des Dorfes steht die reformierte Kirche San Luzi. Gottesdienstlich nur noch selten genutzt wird die romanische Kirche San Bastiaun.
- In Zuoz findet sich mit Café Badilatti die höchstgelegene Kaffeerösterei Europas.[11]

Bedeutsam sind noch:
- Katholische Kapelle St. Katharina und Barbara[12]
- Oberes Planta-Haus[13]
- Unteres Plantahaus[14]
- Galerie Tschudi = Wohnhaus Tschudi[15] bzw. Chesa Madalena, 2002, Architekt: Hans-Jörg Ruch[16]
- Chasté Sur En[17]
- Chesa Am Lärchenhang'[18]
- Chesa Bochert, in Brünaida[19]
- Chesa Chastlatsch und Renovation Hotel Castell, 2004, Architekten: Ben van Berkel, Walter Dietsche, Hans-Jörg Ruch[20]
- Dorfturm (heute Kreisarchiv)[21]
- Haus Poult[22]
- Hotel Crusch Alva (Weisses Kreuz)[23]
- Hotel Castell, in Brunaida[24]
- kleine Innbrücke von Robert Maillart[25]
- 2012: Wohnhaus – Galerie Tschudi, Men Duri Arquint[26][27]

### Glaskunst im öffentlichen Raum
Zuoz beherbergt im öffentlichen Raum eine ausserordentliche Sammlung von herausragenden Glasmalereien. Die Werke sind über den Zeitraum 1929–2010 entstanden, in dem sich die Glasmalerei auch in der Schweiz erneuert hat. Auf einem Rundgang durch das Dorf finden sich die folgenden Werke:
- In der reformierten Kirche von Augusto Giacometti La Spraunza (1929) und La Charited (1933), von Giuseppe Scartezzini La Cretta oder Die erleuchtete Stadt Jerusalem (1951), von Gian Casty Die drei Könige (1955), von Constant Könz Der Glaube (1987), Der Lebensbaum (2009) und Ohne Titel (2010).
- In der Kapelle San Bastiaun von Gian Casty die fünf Glasfenster Geburt, Kreuzigung, Auferstehung (im Chor) und Gut, Böse (im Schiff) aus dem Jahr 1969
- In der katholischen Kapelle St. Katharina und Barbara von Gian Casty die Friedenstaube (1957) und die St. Martin-Scheibe (1974), von Ines Brunold St. Katharina (1963) und St. Barbara (1963), von Karl Stadler (Künstler) Bruder Klaus (1982) und Franziskus (1982).
- Im Lyceum Alpinum von Max Hunziker Der Lebensweg (1954)
- Im Gemeindehaus von Gian Casty Der Buschkönig oder der Gemeindevorsteher. Eine Schenkung an die Gemeinde Zuoz aus dem Nachlass des 100. Geburtstages von Gian Casty.
- Im Durchgang zum Parkhaus von Gian Casty der fünfteilige Zyklus 5 Erdteile (1957–1960), ursprünglich und bis 1978 am Hauptsitz des Bankvereins in Basel. Seit 2017 in Zuoz.
- Im Restaurant Dorta von Gian Casty Mädchen mit Pferd.